# 劉子雍
劉子雍（?—?），南北朝刘宋宋孝武帝劉駿第二十四子，母為谢昭容。為劉子真的胞弟、劉子嗣的胞兄。早夭，沒封王。